# Passeport santoméen

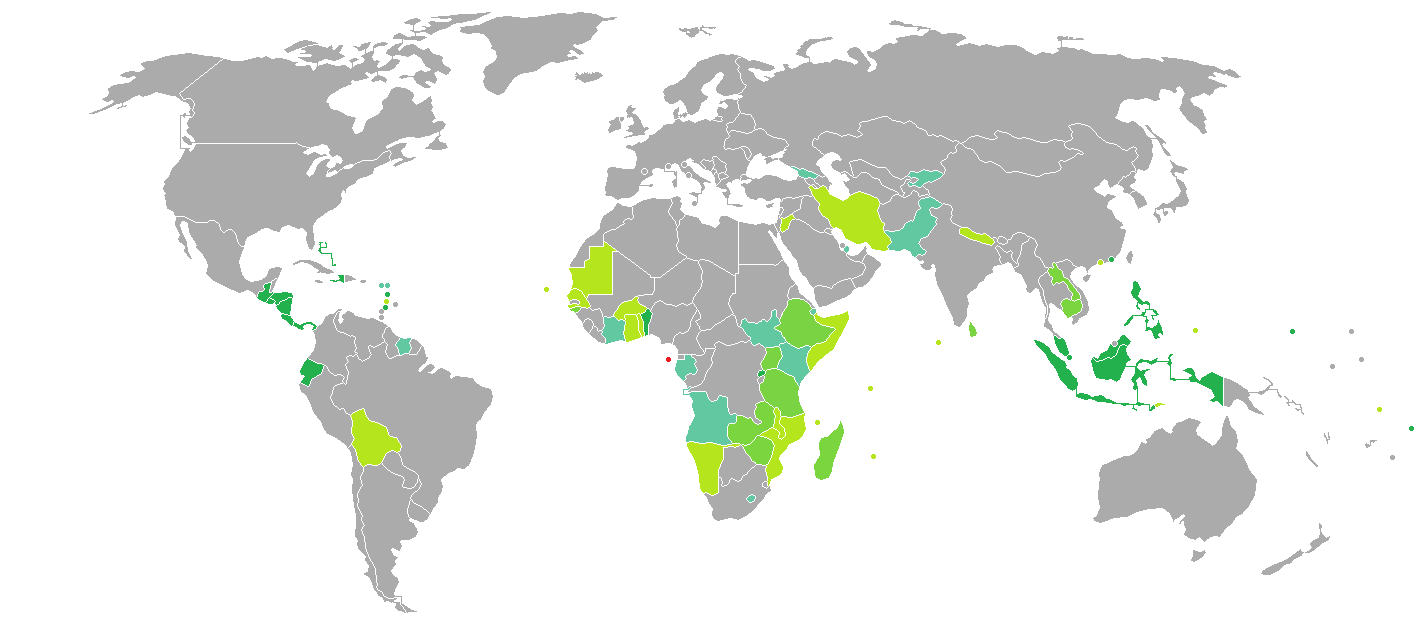
Visa santoméens requis dans le monde.
Sao Tomé-et-Principe.
Accès libre avec visa.
Visa seulement à l'arrivée.
Visa requis.

Le passeport santoméen est un passeport délivré aux citoyens de Sao Tomé-et-Principe pour leurs voyages internationaux.
Ils bénéficient d'un accès à 55 pays sans visa. Au 1er janvier 2017, le pays se classe 81e pour ce qui est de la liberté du voyage.
La version électronique du passeport est lancée en février 2018.